# Gastrodia
Gastrodia es un género de orquídeas de hábitos terrestres. Tiene 52 especies.

## Etimología
El nombre del género Gastrodia viene del griego, de gastrodes (abdomen), que se refiere al hinchado tallo en forma de tubérculo.

## Hábitat y distribución
Las especies de Gastrodia crecen en el suelo rico en humus en la sombra de bosques húmedos de Madagascar, Rusia, el Tíbet, China, Japón, Sudeste de Asia, Australia y Nueva Zelanda. 

## Características
La planta tiene un carnoso bulbo subterráneo con engrosado rizoma con hojas que surgen con un pedúnculo muy reducido.  La inflorescencia es un racimo terminal con pocas a muchas  flores.
Gastrodia para su alimentación depende totalmente de una micorriza (una simbiosis de las raíces de las plantas y hongos), en la que dos tipos de Agaricales: los hongos Mycena osmundicola y Armillaria mellea.

## Propiedades
Se trata de una hierba de la medicina tradicional china, Tian Ma (chino simplificado: 天麻), y es comúnmente utilizada en China para tratar la hipertensión, mejorar la circulación y resolver los dolores de cabeza. Pero aparece exclusivamente en gran parte responsable de la fórmula para aliviar molestias del cerebro.

## Especies deGastrodia
- Gastrodia abscondita  J.J.Sm. (1903)
- Gastrodia africana  Kraenzl. (1900)
- Gastrodia angusta  S.Chow & S.C.Chen (1983)
- Gastrodia appendiculata  C.S.Leou & N.J.Chung (1990)
- Gastrodia arunachalensis  S.N.Hegde & A.N.Rao (1985)
- Gastrodia autumnalis  T.P.Lin (1987)
- Gastrodia boninensis  Tuyama (1939)
- Gastrodia callosa  J.J.Sm. (1931)
- Gastrodia celebica  Schltr. (1911)
- Gastrodia confusa  Honda & Tuyama (1939)
- Gastrodia crassisepala  L.O.Williams (1942)
- Gastrodia crebriflora  D.L.Jones (1991)
- Gastrodia crispa  J.J.Sm. (1921)
- Gastrodia cunninghamii  Hook.f. (1853)
- Gastrodia dyeriana  King & Pantl. (1895)
- Gastrodia elata  Blume (1856)
- Gastrodia entomogama  D.L.Jones (1991)
- Gastrodia exilis  Hook.f. (1890)
- Gastrodia falconeri  D.L.Jones & M.A.Clem. (1998)
- Gastrodia fimbriata  Suddee (2005)
- Gastrodia flavilabella  S.S.Ying (1984)
- Gastrodia fontinalis  T.P.Lin (1987)
- Gastrodia gracilis  Blume (1856)
- Gastrodia grandilabris  Carr (1935)
- Gastrodia javanica  (Blume) Lindl. (1840)
- Gastrodia kuroshimensis Suetsugu (2016) [4]
- Gastrodia lacista  D.L.Jones (1991)
- Gastrodia longitubularis  Q.W.Meng (2007)
- Gastrodia madagascariensis  Schltr. ex H.Perrier (1924)
- Gastrodia major  Aver. (2006)
- Gastrodia menghaiensis  Z.H.Tsi & S.C.Chen (1994)
- Gastrodia minor  Petrie (1892)
- Gastrodia mishmensis  A.N.Rao (1991)
- Gastrodia nipponica  (Honda) Tuyama (1939)
- Gastrodia papuana  Schltr. (1911)
- Gastrodia procera  G.W.Carr (1991)
- Gastrodia pubilabiata  Sawa (1980)
- Gastrodia punctata  Aver. (2006)
- Gastrodia queenslandica  Dockrill (1964)
- Gastrodia sabahensis  J.J.Wood & A.L.Lamb (2008)
- Gastrodia sesamoides  R.Br. (1810) - especie tipo -
- Gastrodia shimizuana  Tuyama (1982)
- Gastrodia similis  Bosser (2006)
- Gastrodia surcula  D.L.Jones (2008)
- Gastrodia taiensis  Tuyama (1941)
- Gastrodia theana  Aver. (2005)[5]
- Gastrodia tonkinensis  Aver. & Averyanova (2006)
- Gastrodia tuberculata  F.Y.Liu & S.C.Chen (1983)
- Gastrodia urceolata  D.L.Jones (1991)
- Gastrodia verrucosa  Blume (1856)
- Gastrodia vescula  D.L.Jones (1991)
- Gastrodia wuyishanensis  Da M.Li & C.D.Liu (2007)
- Gastrodia zeylanica  Schltr. (1906)